# Meszes (városrész)

Meszes Pécs térképén

Meszes Pécs városrésze Mecsekszabolcstól délre, nagy része a Komlói út (a 66-os főút) két oldalán fekszik vékony sávban. Területileg két részre, a lakóövezetre és a lakótelepre különül el. Nyugatra Diós városrész terül el. Tengerszint feletti magassága 160-250 méter.

## Története
A Meszes városrész déli részén az Árpád-korban kis település létezett. 1234-ben Meszesi Ombus az itteni malom felét udvarával együtt eladta a patacsi pálos remetéknek. 1290 körül a pécsi káptalan által állított egyházi nemesi tanúk között szerepelnek szabolcsi, meszesi és üszögi nemesek. Meszes középkori falu a török hódoltság alatt néptelenedett el. A hódoltság végén szőlőit már pécsi polgárok birtokolták. A 18. század végén létesült az egykori falu helyén Meszespuszta. Az újjáéledt település az első világháború utáni évektől fokozatosan benépesült.
A 20. század első negyedében 16 hektáros területen a Dunai Gőzhajó Társaság korszerű bányász lakótelepet, ún. kolóniát létesített. A lakásokat vezetékes vízzel látták el és kiépült a csatornarendszer. Az akkor épített meszesi víztorony ma is használatban van.

## Nevének eredete
Az egykori Meszes község neve a magyar meszes melléknévből alakult tulajdonnévvé. Mészkőfejtéssel, mészégetéssel kapcsolatos. Meszes déli részén, a Lauber-téglagyár közelében voltak mészkemencék. Ettől nyugatra, a Ledina oldalában, a mai Mészkemence utcában működött Eisner Dóci mészégetője.

## Fehérhegy
Fehérhegy kisebb városrész Meszesen belül, mely fehér (meszes) talajáról kaphatta nevét. Baranya vármegye helynevei között 16 Fehér-hegy található. Csaknem valamennyi névben a talaj (kőzet) fehér színére utal az összetett, több elemű név fehér jelzője. A pécsi Fehérhegy azért is válhatott városrésznévvé, mert a hegy aljában buszforduló, buszvégállomás (2A járat) létesült Fehérhegy néven. A végállomás nevének gyakori említése révén a korábban csak hegynév városrésznévi funkciót is kapott. (Hasonlóan jött létre a viszonylag új Egyetemváros városrésznév is!)